# Ivan Deryugin
Ivan Deryugin (né le 25 novembre 1928 et mort le 10 janvier 1996 à Kiev) est un pentathlonien soviétique. Il participe aux Jeux olympiques d'été de 1956 où il remporte une médaille d'or en pentathlon moderne.

## Palmarès

### Jeux olympiques
- Jeux olympiques de 1956 à Melbourne,  Australie
  -  Médaille d'or dans l'épreuve par équipe[1].